# Gessate
Gessate település Olaszországban, Lombardia régióban, Milánó megyében. Lakosainak száma 8773 fő (2023. január 1.). Gessate Bellinzago Lombardo, Cambiago, Inzago, Masate, Pessano con Bornago és Gorgonzola községekkel határos.

## Népesség
A település lakossága az elmúlt években az alábbi módon változott:
| Lakosok száma | 8937 | 8897 | 8821 | 8773 |
|               | 2013 | 2017 | 2018 | 2023 |